# Qazaxi járás
A Qazaxi járás (azeri nyelven: Qazax rayonu) Azerbajdzsán egyik járása. Székhelye Qazax.

A Qazaxi járás elhelyezkedése Azerbajdzsánban

## Népesség
- 2009-ben 89 377 lakosa volt, melyből 88 999 azeri, 177 török, 100 kurd, 46 orosz, 4 örmény és 51 egyéb.